# Piculus callopterus
A Piculus callopterus a madarak (Aves) osztályának harkályalakúak (Piciformes) rendjébe, ezen belül a harkályfélék (Picidae) családjába tartozó faj.

## Előfordulása
Panama területén honos. A természetes élőhelyei a szubtrópusi és trópusi síkvidéki esőerdők.